# 源頼光

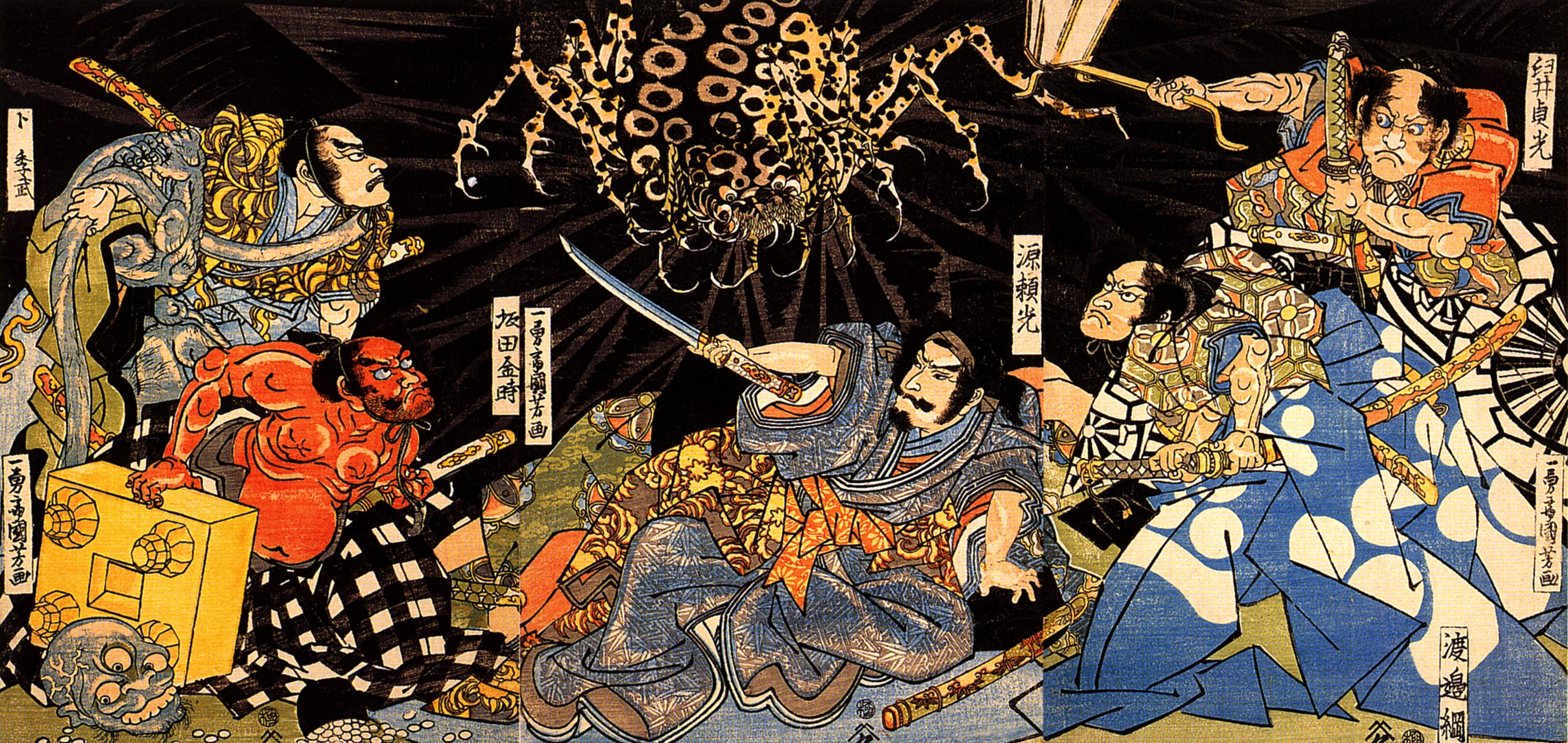
源頼光と四天王（歌川国芳画）

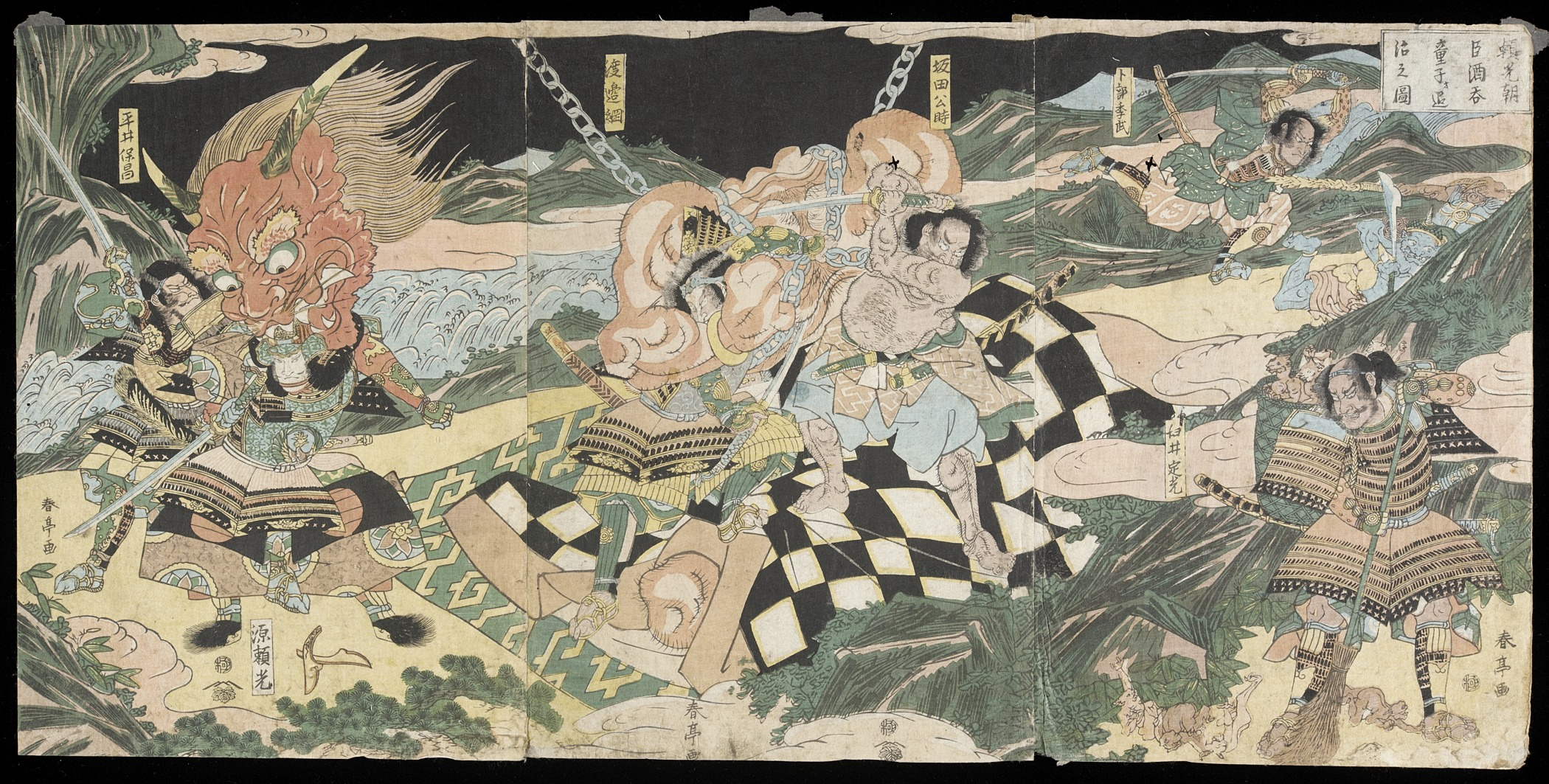
「頼光朝臣酒呑童子ォ退治之図」勝川春亭画。右から碓井貞光、卜部季武、坂田公時、渡辺綱、頼光、平井保昌

源 頼光（みなもと の よりみつ）は、平安時代中期の武将。父は鎮守府将軍・源満仲、母は嵯峨源氏の近江守・源俊の娘。諱はしばしば「らいこう」とも読まれる。
満仲の長子で清和源氏の3代目。満仲が初めて武士団を形成した摂津国多田の地を相続し、その子孫は「摂津源氏」と呼ばれる。異母弟に大和源氏の源頼親、後に武家源氏の主流となる河内源氏の源頼信がいる。

## 略歴
生誕地は不明だが本拠地の多田もしくは、父の満仲が天延元年（973年）頃には平安京の左京一条に邸を持っていたことから、満仲邸であるともされる。若年の経歴は不明。同時代の中級貴族と同じく20歳前後で出仕し、満仲と同じく摂関政治を行っていた藤原氏に臣従して官職を得て財力を蓄えていたと考えられている。
寛和2年（986年）頃、居貞親王（三条天皇）が皇太子となった際に春宮権大進に任じられる。正暦3年（992年）には備前守に任官しているが、都に留まっており遙任であったと思われる。春宮大進時代には朝廷の儀礼や典礼関係の年中行事に記録が見られ、藤原道長の主催した競馬などに参加している。『日本紀略』によれば、永延2年（988年）9月には関白の藤原兼家が新邸を造営した宴において馬30頭を送っている。
正暦元年（990年）、関白・兼家の葬儀に際して藤原道長の振る舞いに感心して側近として従うようになったと伝えられる。長保3年（1001年）には美濃守を兼任、このときは遙任であったことを示す記録も無く任国へ赴いていたと思われる。同時期には大江匡衡が隣国の尾張守となり、両者は赴任するにあたって書状を交わしており親交があったと思われる。また、匡衡妻の赤染衛門は頼光を詠んだ和歌を残している。
但馬国、伊予国、摂津国（970年）の受領を歴任する。左馬権頭となって正四位下になり、後一条天皇の即位に際して昇殿を許される。受領として蓄えた財により一条邸を持ち、たびたび道長に多大な進物をしてこれに尽くした。道長の権勢の発展につれてその側近である頼光も武門の名将「朝家の守護」と呼ばれるようになり、同じく摂関家に仕え武勇に優れた弟の頼信と共に後の清和源氏の興隆の礎を築く。
頼光は、弟頼信・頼光四天王らとともに6人で摂津大江山へ向かい夷賊討伐を行ったという話がある。天橋立の山の成相寺には、寛仁元年（1018年）3月の日付で頼光らしき名(源氏朝臣の摂津の守)の花押(署名)入りの祈願文書があり、大江山夷賊追討の勅命が示されているが、定説となっていない。
また、歌人として『拾遺和歌集』以下の勅撰和歌集に計3首の和歌が入集している。
没年は68、あるいは74。

## 人物

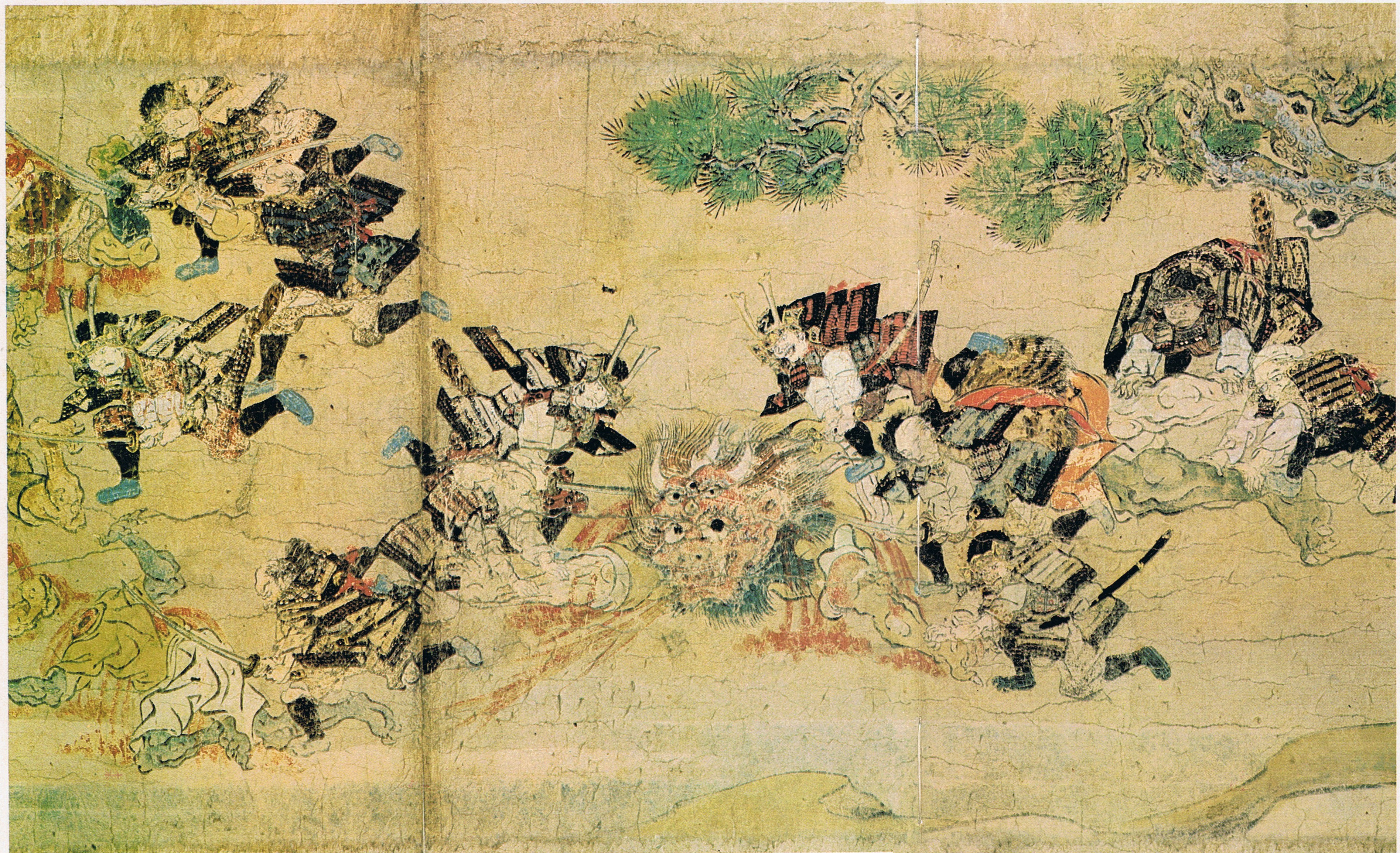
『大江山絵巻』　頼光の鬼退治

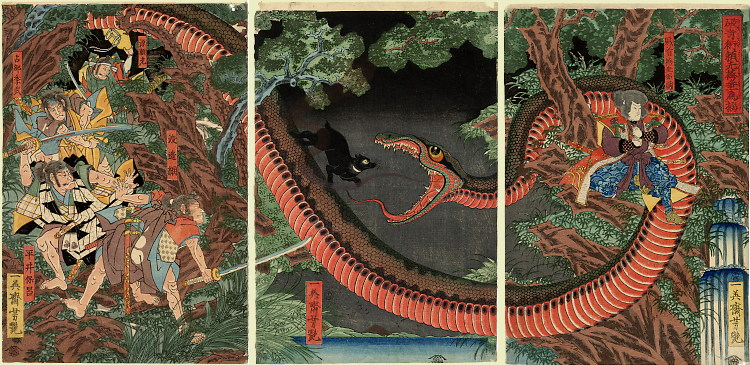
四天王剿盗異録、1806年の曲亭馬琴作と歌川豊国画の読本の中の頼光、渡辺綱、卜部季武、藤原保昌によるうわばみ退治の様子

父の満仲は摂津国多田に源氏武士団を形成し頼光はそれを継承し、自らは摂関家の警護なども務めているなど武士としての性格も否定できないが頼光は藤原摂関家の家司としての貴族的人物と評される傾向にある。
一方で中世文学のなかで坂上田村麻呂・藤原利仁・藤原保昌とともに中世の伝説的な武人4人組の1人と紹介された。後世に成立した『今昔物語集』や室町時代になって成立した『御伽草子』などで丹波国大江山での酒呑童子討伐や土蜘蛛退治の説話でも知られる（『宇治拾遺物語』には登場しない。）。説話では、母の一族の嵯峨源氏の渡辺綱を筆頭にした頼光四天王（渡辺綱、坂田金時、碓井貞光、卜部季武）などの強者の家臣がいたと言われ頼光が実際に郎党を従えていたことを反映しているとも考えられている。また、古典『保元物語』や『梅松論』では古来の勇者の代表格として同時代の藤原保昌と併称され（酒呑童子討伐説話も古い形態では、源頼光と藤原保昌が両大将として描かれており、藤原保昌を酒呑童子退治の主人公とした説話もある）、『平家物語』では精兵の1人として頼光の名が挙げられているなど頼光に武勇的人物像を求める傾向もある。
頼光と頼光四天王が化け物退治に使用したと伝わる日本刀が実際に複数あり、東京国立博物館が所蔵する国宝と天下五剣に選ばれている太刀「童子切」や、源氏所縁の兵庫県川西市の多田神社が所蔵する安綱銘を持つ太刀「鬼切丸」が酒呑童子を退治した伝承を持っている。また大覚寺、箱根神社、個人が所有する3口のそれぞれの太刀「膝丸」も土蜘蛛を撃退した伝承を持っている。北野天満宮が所蔵する「鬼切丸」は伝承の中の「髭切」と同一視されていて渡辺綱による茨木童子撃退の伝承を持っている。
- 土蜘蛛退治図鐔、初代海野美盛作（左）、吾竹貞勝作（右）、ボストン美術館蔵
- 『源頼光土蜘蛛ヲ切ル図』（月岡芳年『新形三十六怪撰』）
- 頼光と坂田金時 （月岡芳年『芳年武者无類』）

## 系譜
- 父：源満仲
- 母：源俊の娘
- 妻：藤原元平の娘
  - 長男：源頼国（?-1058）
- 妻：平惟仲の養女（藤原忠信の娘）
  - 次男：源頼家 - 歌人
- 生母不詳
  - 男子：源頼基 - 叔父・源頼範の猶子。従五位下・筑後守
  - 男子：永壽
  - 男子：頼昭
  - 女子：源済政室
  - 女子：大江公資室
  - 女子：藤原道綱室
  - 女子：源資通室
  - 養女：相模（998?-1061後）